# Epactris micans
Epactris micans är en fjärilsart som beskrevs av Edward Meyrick 1921. Epactris micans ingår i släktet Epactris och familjen äkta malar. Inga underarter finns listade i Catalogue of Life.